# Back Catalogue
Back Catalogue é o quarto álbum da banda Front 242 de EBM/industrial, lançado em 1987. Foi relançado em 1992.
Como o nome sugere, é um álbum de compilação de singles, estes lançados entre 1982 e 1985.

## Faixas
1. "U-Men"
2. "Geography II"
3. "Kampfbereit"
4. "Operating Tracks"
5. "Geography I"
6. "Take One"
7. "Controversy Between"
8. "Sample D."
9. "S.FR Nomenklatura I"
10. "S.FR Nomenklatura II"
11. "Lovely Day"
12. "Special Forces"
13. "Commando Remix"
14. "No Shuffle"
15. "Don't Crash"
16. "Funkahdafi"
17. "Take One (Live)"
18. "U-Men (Live)"